# Aiša Grej Henri
Aiša Grej Henri (Virdžinija Grej Henri) je američka spisateljica, islamska teološkinja, scenaristkinja i urednica. 

## Biografija
Grej Henri je diplomirala na odseku istorije umetnosti i svetskih religija na Sara Lorens koledžu i masterirala pri Mičigenskom Univerzitetu. Deset godina je učila na javnom univerzitetu Al-Azhar u Kairu. Pomogla je prilikom osnivanja Društva Islamskih Spisa na Kembridžu 1981.  Ona je osnivač i direktorka islamske izdavačke kuće Fons Vitae. Grej Henri i Fons Vitae su radili na teološkom tekstu (po terminologiji islamske religije - uvid) El Gazali, pristupačnom za decu.
Aiša je 2006. godine organizovala međuverski sastanak između Dalaj Lame i Muslimanskih učenjaka. Ona je istoričarka umetnosti i teološkinja koja je predavala u Dalton školi, kao i na univerzitetima Fordam i Kembridž . Grej Henri je saradnica i članica odbora fondacije Tomas Merton Centar gde organizuje radne sastanke vezane za osnivača Tomasa Mertona.

## Filmografija
- Perle vere: putevi do meditacije i duhovnosti uz pomoć brojanice, perle i svete reči. [7] (2002) - knjiga i film
- Islam: Esej u slikama (1984)
- Kairo: 1001 godina umetnosti i arhitekture (2000)
- Smrt i Transformacija: Lično odražavanje Hjustona Smita (2006)
- Ornamenti Lase: Islam u Tibetu (1997)

## Radovi
- Razumevanje Islama i Muslimana
- Život Proroka Muhameda: pripisano Aiši Guvernur sa Lejlom Azam
- Voda: njen duhovni znacaj, editovano od strane Elene Lojd-Sidl i Virdzinije Grej Henri Blejkmur
- Saradnik Fons Vitae Tomas Merton Serije
- Saradnik Preger Serije Glasovi Islama

## Spoljašnje veze
1. Perle vere: putevi do meditacije i duhovnosti uz pomoć brojanice, perle i svete reči., sa sajta Fons Vitae, engleski jezik
2. Islam: Esej u slikama
3. Kairo: 1001 godina umetnosti i arhitekture
4. Smrt i Transformacija: Lično odražavanje Hjustona Smita
5. Ornamenti Lase: Islam u Tibetu